# Mycochlamys macrospora
Mycochlamys macrospora är en svampart som beskrevs av S. Marchand & Cabral 1976. Mycochlamys macrospora ingår i släktet Mycochlamys, divisionen sporsäcksvampar och riket svampar.   Inga underarter finns listade i Catalogue of Life.